# Vanuaxipha perfixa
Vanuaxipha perfixa är en insektsart som beskrevs av Otte, D. och Cowper 2007. Vanuaxipha perfixa ingår i släktet Vanuaxipha och familjen syrsor. Inga underarter finns listade i Catalogue of Life.